# Estación de Gossau
La estación de Gossau es la principal estación ferroviaria de la comuna suiza de Gossau, en el Cantón de San Galo.

## Historia y situación
La estación de Gossau fue inaugurada en el año 1856 con la puesta en servicio del tramo Flawil - San Galo de la línea Wil - San Galo. 
Se encuentra ubicada en el borde noreste del núcleo urbano de Gossau, cuenta con dos andenes, uno central y otro lateral, por los que pasan tres vías pasantes, a las que hay que añadir otra vía pasante y varias vías de servicio. En el este de la estación existen dos derivaciones para acceder a dos almacenes.
En términos ferroviarios, la estación se sitúa en la línea Wil - San Galo y es el inicio de la línea Gossau - Sulgen. Sus dependencias ferroviarias colaterales son la estación de Rüschlikon hacia Wil, la estación de Arnegg hacia Sulgen y la estación de San Galo-Winkeln en dirección San Galo.
En cuanto a la red de vía métrica, es el punto de inicio desde el año 1913 de la línea del Appenzeller Bahn Gossau - Herisau - Appenzell.

## Servicios ferroviarios
Los servicios ferroviarios de esta estación están prestados por SBB-CFF-FFS y por Appenzeller Bahnen (AB):

### Larga distancia
- ICN San Galo - Gossau - Wil - Winterthur - Zúrich-Aeropuerto - Zúrich - Aarau - Olten - Soleura - Biel/Bienne - Neuchâtel - Yverdon-les-Bains - Lausana/Morges - Nyon - Ginebra-Cornavin - Ginebra-Aeropuerto. Servicios cada hora en cada sentido. Tanto a  Ginebra-Cornavin y Ginebra-Aeropuerto como a Lausana, los trenes llegan cada dos horas, ya que aunque en el tramo común San Galo - Yverdon-les-Bains circulan cada hora, a partir de esta última, un tren circula a Lausana, y a la siguiente hora, en vez de continuar hacia Lausana, se dirige hacia Ginebra-Aeropuerto.

- IC San Galo - Gossau - Flawil - Uzwil - Wil - Winterthur - Zúrich-Aeropuerto - Zúrich - Berna - Friburgo - Lausana - Ginebra-Cornavin - Ginebra-Aeropuerto. Servicios cada hora por cada dirección.

## Regional
- R Gossau - Herisau - Wasserauen. Trenes cada media hora. Operado por Appenzeller Bahnen.

### S-Bahn San Galo
Hasta la estación llegan tres líneas de la red de cercanías S-Bahn San Galo:
- S 1 Altstätten - Rorschach – San Galo - Gossau - Flawil - Uzwil - Wil. Los trenes circulan cada hora en ambos sentidos, aunque en determinadas franjas de mayor demanda, la frecuencia se reduce hasta la media hora.
- S 5 San Galo – Gossau – Weinfelden.
- S N San Galo - Romanshorn/St. Margrethen/Wil. Línea nocturna que sólo opera las noches de viernes y sábados.
- También parte a primera hora de la mañana un tren de la línea S, que hace el recorrido San Galo - Gossau - Flawil - Uzwil - Wil - Winterthur - Zúrich-Aeropuerto - Zúrich-Oerlikon.

La red de cercanías S-Bahn San Galo será ampliada en el año 2013.